# 산화제
산화제(酸化劑)는 산화·환원 반응에서 상대를 산화시키는 물질을 말한다. 반대로 상대를 환원시키는 물질은 환원제라고 한다. 산화제는 주로 비금속 원소들이 있는데 대체로 전자친화도가 큰 물질들이 그 예이다. 예를 들어 전자 친화도가 가장 큰 플루오린은 가장 강력한 산화제이다. 
1. 상대에게 산소를 주거나,
2. 상대로부터 수소를 빼앗거나,
3. 상대에게서 전자를 빼앗는

힘이 있다. 이런 반응의 결과, 자신의 산화수는 감소한다.

## 종류
- 강산화제
- 약산화제